# يوميات جوليوس رودمان
يوميات جوليوس رودمان، بما يتعلق بالعبور الأول عبر جبال روكي في أمريكا الشمالية من قبل رجل متحضر (بالإنجليزية: The Journal of Julius Rodman, Being an Account of the First Passage across the Rocky Mountains of North America Ever Achieved by Civilized Man)‏ هي رواية مسلسلة غير منتهية بقلم الكاتب الأمريكي إدغار ألان بو نشرت في عام 1840.